# Миколаївське військове губернаторство

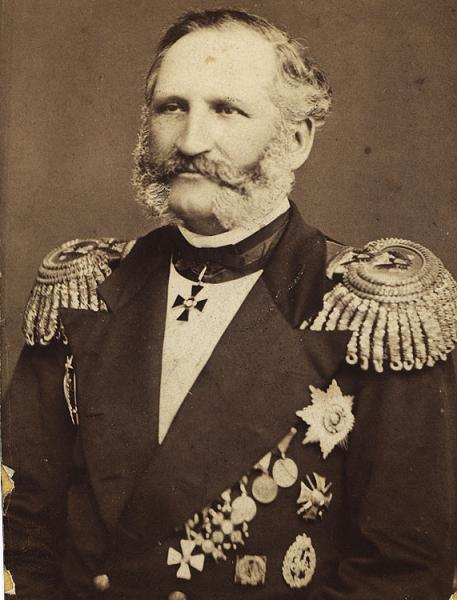
Миколаївський військовий губернатор (1871–1881) адмірал Аркас Микола Андрійович

Миколаївське військове губернаторство — спеціальна адміністративно-територіальна одиниця в Російській імперії, що існувала з 1860 (1864) до 1900 року. Військове губернаторство включало місто Миколаїв, де знаходилося адміралтейство, і селища Богоявленськ, Воскресенськ, Калинівку, Березнегувате і Висунськ сучасної Миколаївської області.

## Історія
Результати Кримської війни безпосередньо вплинули на зміни в адміністративно-територіальному устрої та управлінні Миколаївського і Севастопольського військового губернаторства. За умовами Паризького мирного договору Російська імперія вимушена була відмовитись від Чорноморського флоту — у 1856 році ліквідоване Управління головного командира Чорноморського флоту, а 7 (19) лютого 1857 року була відновлена окрема посада Севастопольського військового губернатора.
Перед завідувачем морською частиною і військовим губернатором Миколаєва контр-адміралом Бутаковим наприкінці 1850-х постало соновне завдання відтворити військовий флот. У 1860 році Бутакова на цій посаді змінив віце-адмірал фон Глазенап, який об'єднав цивільну та військову влади, суміщаючи посади Миколаївського військового губернатора і головного командира Миколаївського порту.
У 1860—1870 роках в Миколаївському військовому губернаторстві відбувалися процеси відбудови господарства і суднобудування. Губернатору вдалося подолати серйозну економічну кризу, викликану скороченням флоту і зменшенням державного фінансування кораблебудування. Миколаїв став розвиватись переважно як торговельний порт.
8 (20) травня 1871 року адмірал фон Глазенап був призначений членом Адміралтейств-Ради, а на посаду головного командира Миколаївського порту і Миколаївського військового губернатора був призначений генерал-ад'ютант віце-адмірал Аркас, який одночасно обійняв посаду головного командира Чорноморського флоту і портів. На той час губернаторство складалось з Миколаєва, шести передмість і п'яти хуторів. В губернаторстві проживало 73681 осіб, у тому числі в Миколаєві 52318 мешканців, в Березнегуватому і Висунську — 7819 чол., Богоявленську і Покровську — 5797 чол., Воскресенську і Калинівці — 4899 чол., на хуторах Аверіні, Кулебякіні, Водопої, Мішкові, Погорілові — 2848 осіб. На цей час на миколаївських заводах та верфах розпочалося мінне виробництво і будівництво кораблів нового класу — броненосців. При адміралі Аркасі в Миколаєві заснований Комерційний банк, відкрита ділянка залізниці Миколаїв — Знам'янка, яка зв'язала місто з центральними регіонами Російської імперії.
На часи губернаторства Аркаса припали останні адміністративно-територіальні зміни в Миколаївському губернаторстві. 19 (31) травня 1874 року виконувач обов'язків міністра внутрішніх справ генерал-лейтенант Шидловський звернувся до нього з пропозицією застосувати до колишніх адміралтейських поселень «Городове положення» 1870 року. Указом від 13 (25) травня 1877 року і відповідним наказом Миколаївського військового губернатора передмістя Богоявленськ, Воскресенськ, Калинівка, Покровськ, Березнегувате і Висунськ були перейменовані
на посади, виведені з-під управління Миколаївського військового губернатора і підпорядковані Херсонській губернській адміністрації.
5 (18) червня 1900 року Миколаївське військове губернаторство було перетворене в Миколаївське градоначальництво.

## Військові губернатори
| П. І. Б.                      | військове звання               | час на посаді *       |
| ----------------------------- | ------------------------------ | --------------------- |
| Глазенап Богдан Олександрович | генерал-ад'ютант, віце-адмірал | 08.02.1860–26.04.1871 |
| Аркас Микола Андрійович       | генерал-ад'ютант, віце-адмірал | 26.04.1871–01.01.1881 |
| Манганарі Михайло Павлович    | адмірал                        | 01.01.1881–11.01.1882 |
| Пещуров Олексій Олексійович   | віце-адмірал                   | 11.01.1882–03.08.1890 |
| Гренквіст Роман Андрійович    | контр-адмірал                  | 05.07.1890–07.12.1890 |
| Копитов Микола Васильович     | генерал-ад'ютант, віце-адмірал | 01.01.1891–06.05.1898 |
| Тиртов Сергій Петрович        | віце-адмірал                   | 06.05.1898–24.08.1900 |

Примітка: * усі дати приведені за старим стилем.